# Marshall (Texas)
Marshall è un comune (city) degli Stati Uniti d'America e capoluogo della contea di Harrison nello Stato del Texas. La popolazione era di 23 523 abitanti al censimento del 2010.

## Geografia fisica
Secondo lo United States Census Bureau, la città ha una superficie totale di 76,81 km², dei quali 76,65 km² di territorio e 0,17 km² di acque interne (0,22% del totale).

## Società

### Evoluzione demografica
Secondo il censimento del 2010, la popolazione era di 23 523 abitanti.

### Etnie e minoranze straniere
Secondo il censimento del 2010, la composizione etnica della città era formata dal 47,96% di bianchi, il 38,34% di afroamericani, lo 0,81% di nativi americani, lo 0,79% di asiatici, lo 0,04% di oceanici, il 10,38% di altre razze, e l'1,68% di due o più etnie. Ispanici o latinos di qualunque razza erano il 16,99% della popolazione.